# Белокопытник

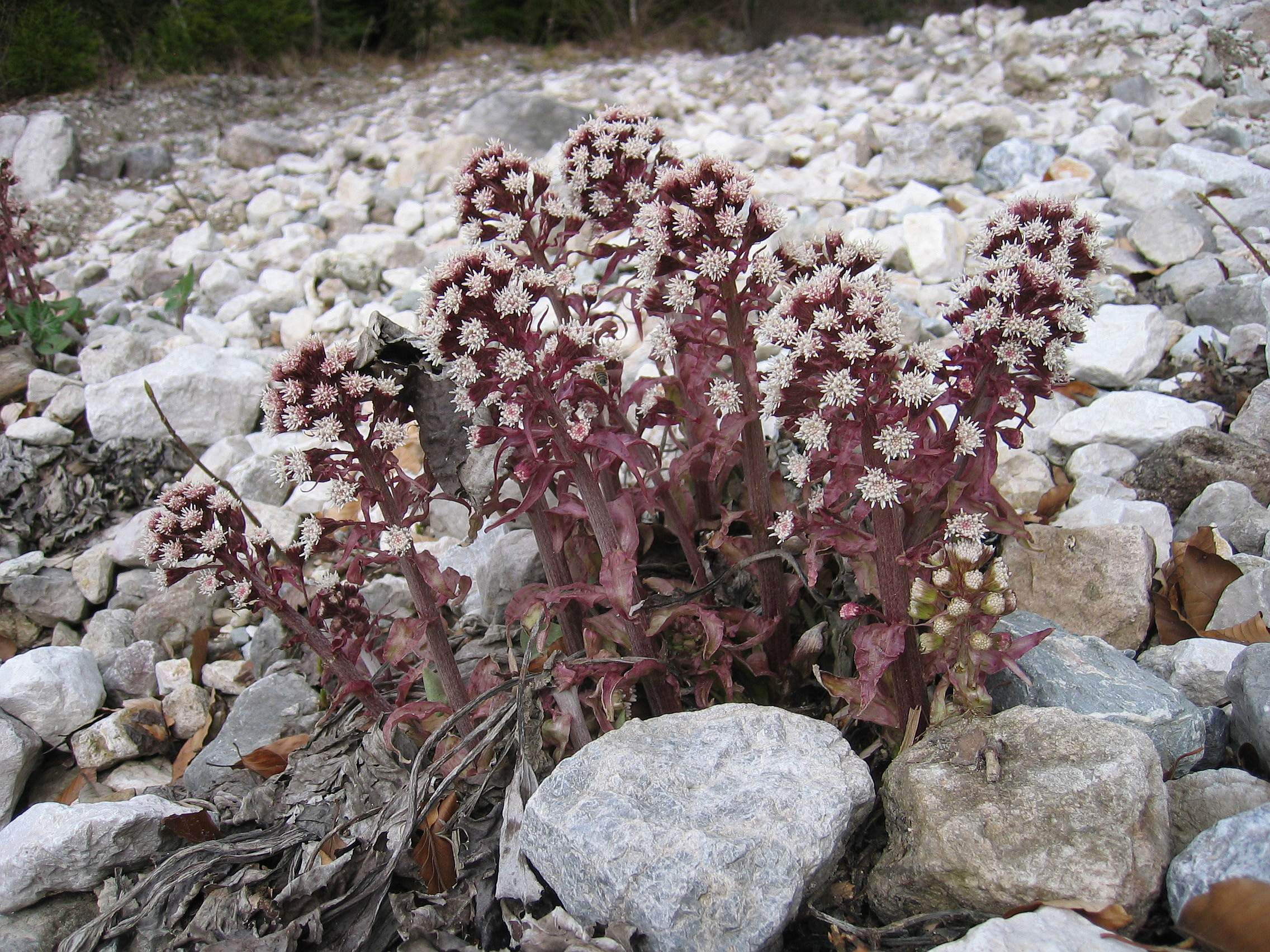
Белокопытник странный (Petasites paradoxus). Окрестности озера Траунзе (Верхняя Австрия)

Белокопы́тник (лат. Petasítes) — род многолетних трав семейства Астровые (Asteraceae), объединяющий около двадцати видов. Представители рода распространены во всех районах Северного полушария с умеренным климатом, отдельные виды доходят до субарктической зоны. Растёт белокопытник обычно в сырых местах, по берегам водоёмов.
Все виды цветут ранней весной (вскоре после таяния снега, а в регионах с положительными зимними температурами — в январе — марте), ещё до появления характерных для белокопытника прикорневых сердцевидных или почковидных листьев на длинных черешках (иногда — одновременно с появлением листьев). Ряд видов белокопытника — двудомные растения, то есть мужские и женские цветки располагаются на разных растениях.
Некоторые виды белокопытника используются в народной медицине, а также служат сырьём для производства лекарственных препаратов в научной медицине. Молодые побеги белокопытника японского (Petasites japonicus) находят применение в японской кухне. В садоводстве белокопытник культивируют как почвопокровное растение.

## Название
Научное название рода, Petasites, происходит от др.-греч. πέτασος («широкополая шляпа, петас») и объясняется широкими прикорневыми листьями. Это название растения встречается ещё у Диоскорида в труде «О лекарственных веществах» (лат. De materia medica, I век н. э.).
Русское родовое название «белокопытник» объясняется беловатым опушением нижней стороны прикорневых листьев, а также их формой, напоминающей след копыта.
Изредка в литературе по садоводству в качестве русского названия рода используется транслитерация научного названия — «петазитес».
Другие русские названия растения:
- камчужная трава — от слов «камчуг», «камчуга» (несозревший нарыв, или подагра, или сыпь, или карбункул[5]): по традиционному лечебному применению растения (такое же народное название имеет и мать-и-мачеха; два этих растения и внешне, и по лекарственным свойствам похожи, к тому же раньше ботаники объединяли их в один род),
- лопуха[6],
- матерник,
- подбел[6] — по белому цвету нижней стороны листьев; по аналогичным причинам так называют ещё мать-и-мачеху, а также два растения из семейства Вересковые (Ericaceae) — Подбел (Andromeda) и Багульник подбел (Ledum hypoleucum),
- царский корень,
- царь-трава[6] — из-за большого размера листьев,
- чумная трава, чумной корень[6] — считалось, что белокопытником можно лечить чуму[7].

Названия растения на некоторых языках также связаны с его применением при лечении чумы: на немецком и финском растение называется соответственно Pestwurz и ruttojuuri, что в дословном переводе обозначает «чумной корень». Названия растения на многих языках происходят от латинского petasites (например, фр. pétasite). английское общеупотребительное название, butterbur, связано с использованием листьев растения для хранения сливочного масла.
См. более полную информацию о названиях рода на других языках в соответствующем разделе на странице данного таксона проекта Викивиды.
Синоним научного названия рода — Nardosmia Cass. (1825)
Род Endocellion Turcz. ex Herder (1865) (Эндоцеллион) иногда рассматривают как самостоятельный, а иногда не выделяют из рода Petasites.

## Распространение
Ареал рода охватывает всю Европу, средиземноморские страны Северной Африки, Кавказ, Сибирь, Дальний Восток, Восточную Азию и Северную Америку.
Белокопытники предпочитают влажные места с рыхлой песчаной или каменистой почвой — берега озёр, рек, ручьёв, окрестности болот, сырые овраги; иногда образуют обширные труднопроходимые заросли.
Растения вида Белокопытник холодный (Petasites frigidus) способны успешно расти в кислой тундровой дернине, чем объясняется устойчивое присутствие этого вида в зональных сообществах гипоарктических тундр. Кроме того, растения этого вида активно участвуют в зарастании сырых суглинистых оголённых субстратов.
В горах белокопытник встречается до высоты почти в 3000 м.
Некоторые виды (например, Белокопытник гибридный и Белокопытник холодный) распространены очень широко, другие — эндемики весьма ограниченных территорий.

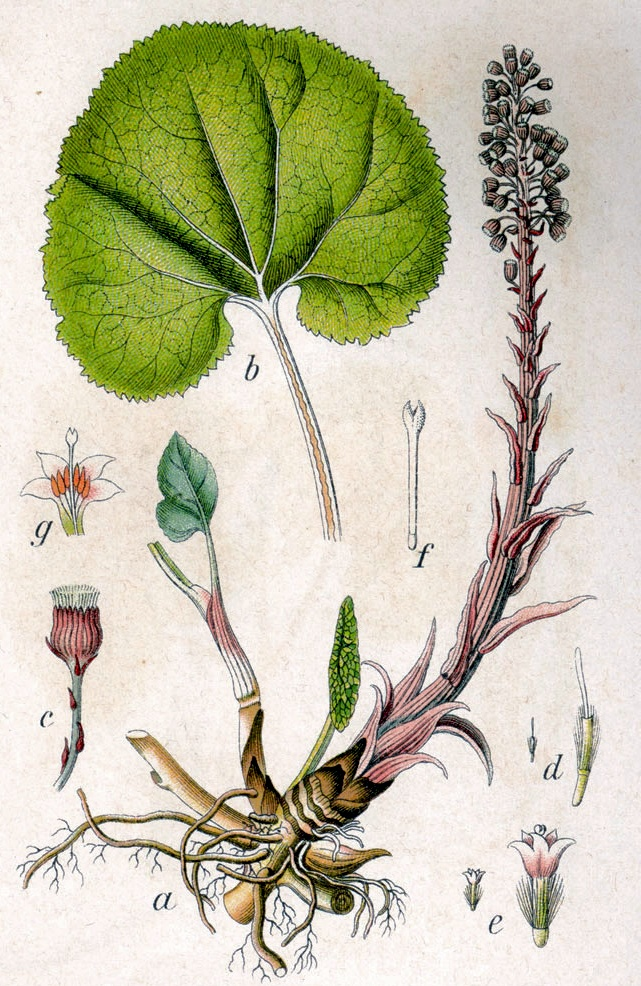
Белокопытник гибридный.

## Биологическое описание
Высота взрослого растения в зависимости от вида и природных условий — от 30 до 200 см.
Корневище ползучее, шнуровидное, по узлам клубневидно-утолщённое, находится в верхнем слое почвы или на поверхности. От узлов отходят тонкие корни. Диаметр корневища в зависимости от вида колеблется от 1 до 30 мм, длина достигает полутора метров. Корневища быстро распространяются по всей площади, пригодной для произрастания.
Побеги толстые и сочные, покрыты плёнчатыми чешуевидными стеблеобъемлющими листьями, начинают расти ранней весной, на их верхушках развиваются соцветия. До начала цветения эти побеги нередко похожи на грибы-сморчки. Большинство видов белокопытника цветёт в апреле-мае, ещё до распускания прикорневых листьев. После завершения цветения побеги продолжают расти и вытягиваются ещё в полтора-два раза; максимальная высота побегов — около метра — наблюдается у Белокопытника японского. Летом, после плодоношения, побеги отмирают.

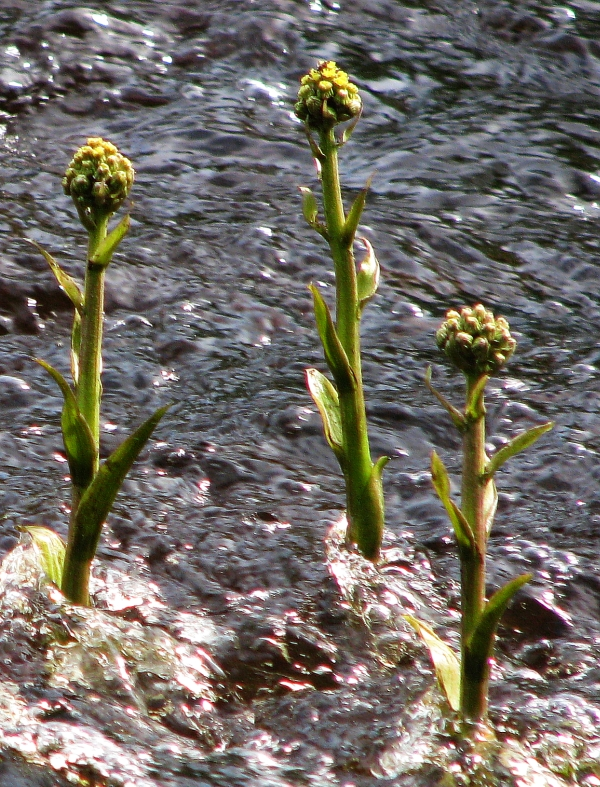
Белокопытник ложный (предположительно), цветущие растения. Ручей Доманик в окрестностях Ухты, Республика Коми, Россия

Прикорневые листья по сравнению с редуцированными стеблевыми имеют существенно большие размеры. Они черешковые, по форме сердцевидные или почковидные, цельные или пальчато-рассечённые, нередко с войлочным опушением; у разных видов листья похожи по форме, но сильно отличаются по размерам. Максимальный размер наблюдается у Белокопытника японского: ширина его листовой пластинки достигает 150 см, а длина черешка — 200 см (это самые крупные листья не только среди представителей рода, но и вообще среди всех растений семейства Астровые).
Цветки трубчатые, ближе к краю могут быть с длинным язычковым отгибом, собраны в плотные корзинки, которые, в свою очередь, обычно собраны на верхушке цветоносного побега в щитковидные или кистевидные соцветия (но у некоторых видов, например, у Белокопытника ледникового, корзинки одиночные). Окраска цветков: от белой — до зеленовато-жёлтой и красноватой.
Для большинства видов белокопытника свойственен половой диморфизм, однако нередко половые различия между различными экземплярами выражены нечётко. У растений из подрода Нардосмия (Nardosmia) половой диморфизм проявляется в следующем: у одних экземпляров все цветки пестичные, мелкоязычковые, у других же, обоеполых экземпляров, в корзинках имеются как пестичные цветки, с недоразвитыми тычинками (это крупноязычковые краевые цветки), так и трубчатые обоеполые цветки (они находятся в центральной части корзинки).
Плод — односемянный: слегка ребристая цилиндрическая семянка с длинным хохолком. Созревают семена у большинства видов в мае—июне; разносятся как по воздуху, так и водой.

## Роль в пищевых цепях
Представители рода Белокопытник являются первым звеном многих пищевых цепей. В частности, листьями различных видов белокопытника питаются гусеницы многих видов бабочек, в том числе гусеницы махаона (Papilio machaon) из семейства Парусники (Papilionidae), Tyria jacobaeae из семейства Медведицы (Arctiidae) и двух видов из семейства Pterophoridae — Buszkoiana capnodactylus и Platyptilia gonodactyla. На тот факт, что белокопытник является для их гусениц основным пищевым растением, указывают видовые эпитеты названий бабочек Hydraecia petasitae из семейства Совки (Noctuidae) и Scrobipalpopsis petasitis из семейства Gelechiidae. Ранней весной белокопытники дают пчёлам нектар и пыльцу.

## Применение

### Применение в медицине
Медицинские свойства белокопытника были известны людям с очень древних времён; одним из доказательств этого служит его обнаружение в остатках доисторического поселения рудокопов в Австрии.
В форме водных настоев листьев и корней растение применялось при заболеваниях дыхательной системы, особенно при кашле, а также как противоглистное средство; измельчённые свежие листья прикладывали к ранам и отёчным местам; припарками лечили ревматические и подагрические боли (в первую очередь эти сведения относятся к двум наиболее распространённым видам — белокопытнику гибридному и белокопытнику ложному).
В Средние века с помощью белокопытника лечились от чумы (отсюда названия «чумная трава», «чумной корень» и аналогичные в русском и других языках). Поскольку листья растения содержат дезинфицирующие соединения, чумные бубоны на самом деле уменьшались в размерах, но вылечиться от этой болезни с помощью растения, конечно, было нельзя.
С тем, что растение считалось сильнодействующим лекарством, связан и тот факт, что белокопытник (во времена существования ордена между белокопытником и мать-и-мачехой различий не делали) был одним из двенадцати священных растений Ордена розенкрейцеров. Члены ордена считали, что каждое из этих растений соотносится с тем или иным знаком Зодиака. Для белокопытника, по их мнению, таким знаком был Рак.
До 1990-х гг. в фитотерапии использовали листья и корневища белокопытника, которые заготавливали в середине лета (до появления на листьях ржавых пятен). Сырьё сушили в хорошо проветриваемых помещениях или в тени, раскладывая на бумаге или ткани. Применяли сушёный белокопытник для лечения острых респираторных заболеваний, при остром и хроническом ларингите, бронхите, бронхиальной астме и начальной стадии гипертонической болезни, а также как мочегонное средство.
Позже было выяснено, что пирролизидиновые алкалоиды, которые содержатся во всех частях растения (особенно в корневище и стебле), могут вызывать рак печени и венно-окклюзионную болезнь печени. В связи с этим использование травяных сборов и экстрактов, в состав которых входят белокопытник и близкая к нему по химическому составу мать-и-мачеха, в некоторых странах (например, в Бельгии и Германии) было запрещено.
Вместе с тем белокопытник активно используется в современной медицине. В результате исследований, проведённых японскими учёными, были обнаружены противовоспалительные и противоаллергические свойства отдельных компонентов Белокопытника японского. С 1990-х годов научные исследования медицинских свойств различных видов белокопытника начались и в Европе. Было доказано, что выделенные из растений петасин, изопетасин и неопетасин являются эффективными средствами как против аллергии, в том числе сенной лихорадки, так и против мигрени.
В Швейцарии была разработана технология глубокой очистки экстракта белокопытника от ядовитых примесей, после чего были созданы антиаллергические лекарства, а также лекарства против головной боли, показавшие свою высокую эффективность, в том числе в самых тяжёлых случаях.
Известно также об открытии антиспазматических свойств белокопытника гибридного.
В гомеопатии используется белокопытник гибридный — как отхаркивающее, болеутоляющее и спазмолитическое средство.

### Белокопытник как пищевое растение

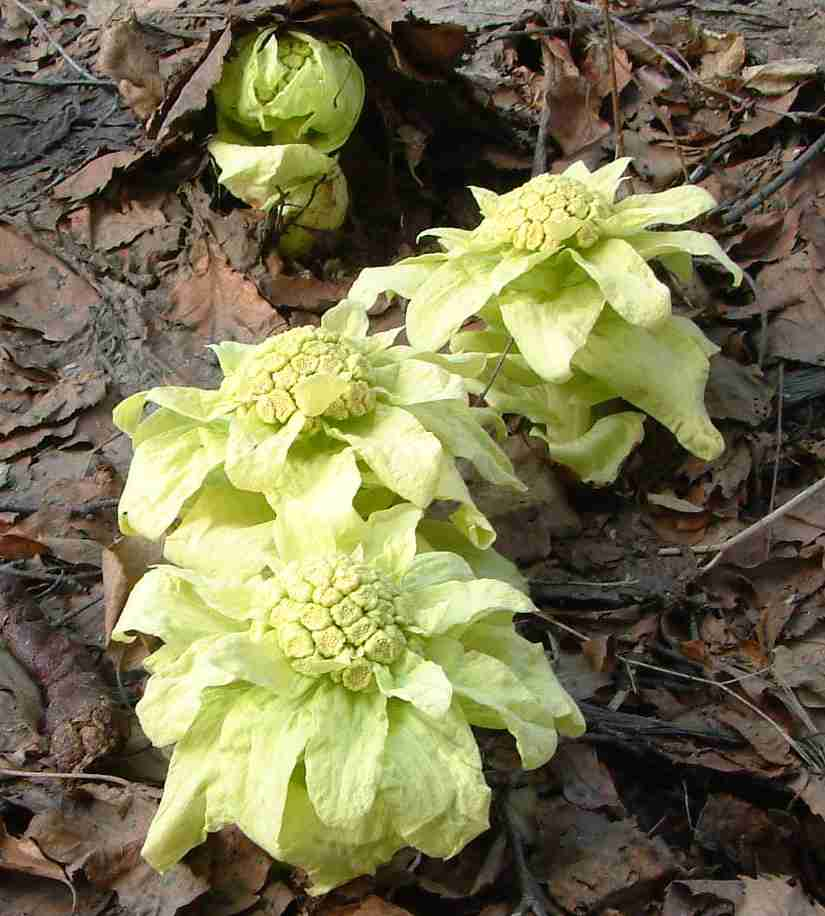
Молодые соцветия белокопытника японского. Хоккайдо, Япония

Народы, живущие в Арктике, употребляют в пищу Белокопытник холодный (Petasites frigidus): молодые цветоносы (напоминающие по вкусу сельдерей) и молодые листья — в сыром виде, корневища — в жареном.
В Японии растущий там вид — Белокопытник японский (Petasites japonicus) — употребляют в пищу, выращивая растение как овощную культуру. Молодые соцветия собирают весной и жарят на масле или отваривают, а листья в варёном или консервированном виде используют при приготовлении суши. В меню российских ресторанов с японской кухней белокопытник можно найти под названиями «фуки» или «болотный ревень».

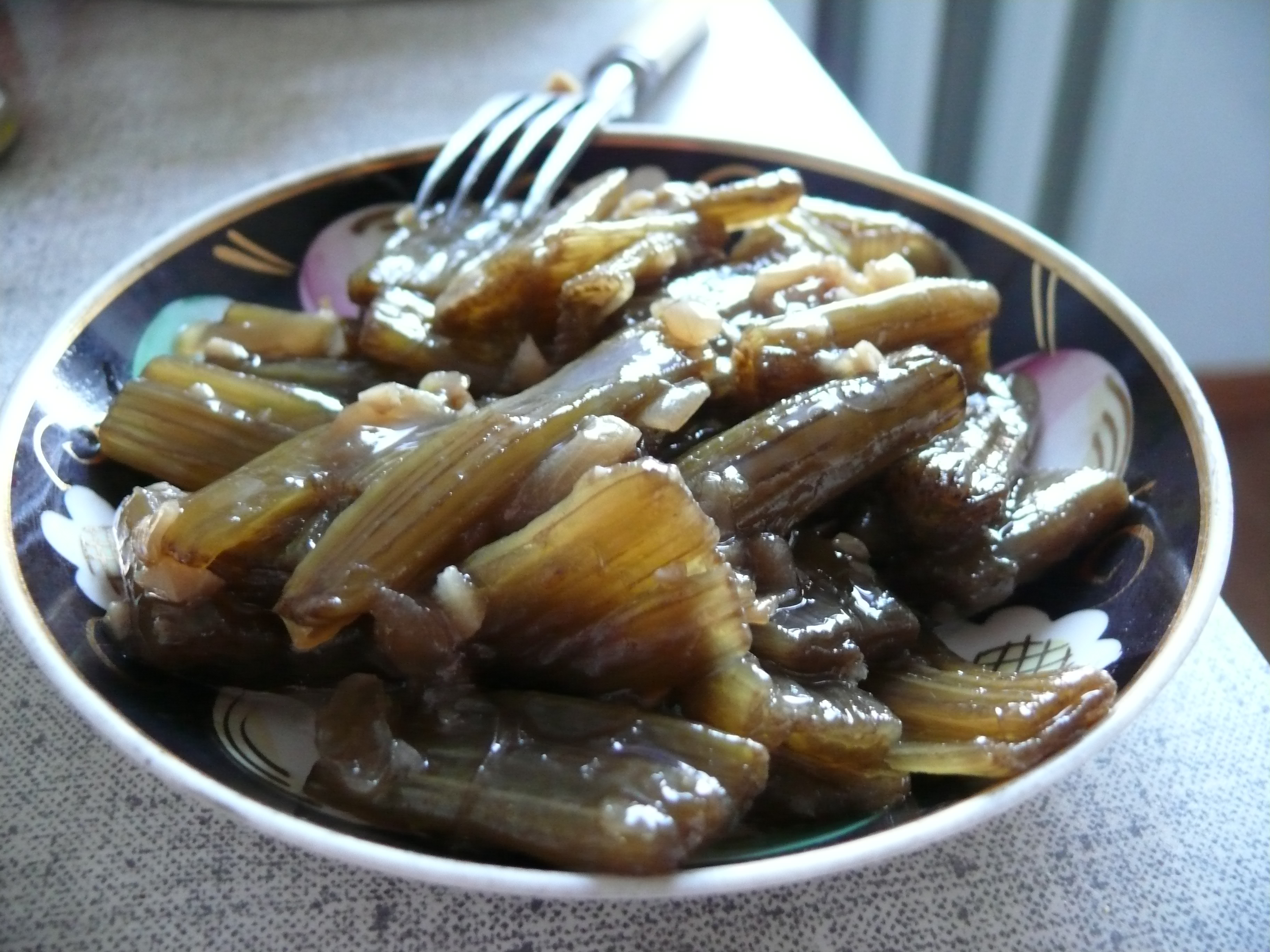
готовое блюдо из вегетативных стеблей белокопытника японского

На Сахалине ранним летом собирают черешки вегетативных листьев Белокопытника японского и после специальной обработки употребляют в пищу.

### Применение в садоводстве
Большинство видов белокопытника используется в декоративном садоводстве. Поскольку растение способно быстро разрастаться, при этом подавляя сорняки, оно применяется в первую очередь как почвопокровное растение для декорирования свободных площадок, строений и заборов; ценится белокопытник и за свои оригинальные соцветия.
Освещение для растения требуется умеренное, но при достаточном увлажнении оно хорошо развивается и на солнце, и при существенном затенении. Следует только учитывать, что на бедных почвах растение теряет свою декоративность.
В условиях сада белокопытник размножают отрезками корневищ (осенью), листовыми почками, взятыми с частью корневища (весной) или семенами (в последнем случае растение зацветает на третий-четвёртый год).
Из растений, которые сажают по соседству с крупнолистными белокопытниками, можно выделить Лилейник (Hemerocallis), Хосту (Hosta) (особенно крупнолистные сорта), крупные злаки — например, Мискантус (Miscanthus).
| |  |  |  |
| Слева направо: белокопытник холодный, листья; белокопытник гибридный, плодоносящее растение; заросли белокопытника на берегу реки Ухты, Республика Коми; заросли белокопытника гибридного в Германии. |  |  |  |

## Классификация

### Таксономическое положение
Род Белокопытник, как и близкий к нему род Мать-и-мачеха, входят в подтрибу Мать-и-мачеховые (Tussilagininae) трибы Крестовниковые, или Сенециевые (Senecioneae), относящейся к подсемейству Астровые (Asteroideae) семейства Астровые, или Сложноцветные (Asteraceae):
|  |                      |  |                                                                                      |                                                                                      |                       |  | подсемейство Цикориевые и др. | подсемейство Цикориевые и др.                       |                                                     |  |  |  | подтриба Крестовниковые и др.                                          | подтриба Крестовниковые и др.                                          |                                                    |  |  |  |  |
|  |                      |  |                                                                                      |                                                                                      |                       |  | подсемейство Цикориевые и др. | подсемейство Цикориевые и др.                       |                                                     |  |  |  | подтриба Крестовниковые и др.                                          | подтриба Крестовниковые и др.                                          | около двадцати видов, несколько природных гибридов |  |  |  |  |
|  |                      |  |                                                                                      | семейство Астровые, или Сложноцветные                                                |                       |  |                               |                                                     | триба Крестовниковые                                |  |  |  |                                                                        | род Белокопытник                                                       |                                                    |  |  |  |  |
|  |                      |  |                                                                                      | семейство Астровые, или Сложноцветные                                                |                       |  |                               |                                                     | триба Крестовниковые                                |  |  |  |                                                                        | род Белокопытник                                                       |                                                    |  |  |  |  |
|  | порядок Астроцветные |  |                                                                                      |                                                                                      | подсемейство Астровые |  |                               |                                                     | подтриба Мать-и-мачеховые                           |  |  |  |                                                                        |                                                                        |                                                    |  |  |  |  |
|  | порядок Астроцветные |  |                                                                                      |                                                                                      |                       |  |                               |                                                     |                                                     |  |  |  |                                                                        |                                                                        |                                                    |  |  |  |  |
|  |                      |  | ещё 12 семейств (согласно Системе APG III), в том числе Колокольчиковые, Стилидиевые | ещё 12 семейств (согласно Системе APG III), в том числе Колокольчиковые, Стилидиевые |                       |  |                               | ещё около двадцати триб, в том числе триба Астровые | ещё около двадцати триб, в том числе триба Астровые |  |  |  | ещё более 50 родов, в том числе Белокопытник, Дороникум, Мать-и-мачеха | ещё более 50 родов, в том числе Белокопытник, Дороникум, Мать-и-мачеха |                                                    |  |  |  |  |
|  |                      |  |                                                                                      | ещё 12 семейств (согласно Системе APG III), в том числе Колокольчиковые, Стилидиевые |                       |  |                               |                                                     | ещё около двадцати триб, в том числе триба Астровые |  |  |  |                                                                        | ещё более 50 родов, в том числе Белокопытник, Дороникум, Мать-и-мачеха |                                                    |  |  |  |  |

### Виды
Род Белокопытник включает около двадцати видов.
Визуальное определение видовой принадлежности растения часто затруднительно, поскольку репродуктивные части у разных белокопытников схожи, а форма и размер листьев зависят от условий произрастания и могут существенно различаться даже в пределах вида.
| Русское название                         | Латинское название, естественный ареал, дополнительная информация |
| ---------------------------------------- | --- |
| Белокопытник волосистолопастный          | Petasites tricholobus Franch. (1883). Китай, Индия, Непал, Вьетнам. Растёт на высоте от 700 до 4200 м. Применяется в народной и научной медицине. |
| Белокопытник гибридный                   | Petasites hybridus (L.) G.Gaertn., B.Mey. & Scherb. (1801) [syn. Petasites major Mill. (1768) typus]. Европа, Турция, районы с умеренным климатом в азиатской части России; кроме того, вид натурализовался в некоторых районах США. Цветки красноватые, ширина прикорневых листьев — до 70 см. |
| Белокопытник гладкий                     | Petasites radiatus (J.F.Gmel.) J.Toman (1972). Центральная и Северная Европа, Средний и Южный Урал, Сибирь. Прикорневые листья — с красновато-фиолетовыми черешками, шириной до 25 см. |
| Белокопытник грузинский                  | Petasites georgicus Manden. (1947). Эндемик Грузии. Вид, близкий к Белокопытнику гибридному и ранее из него не выделявшийся. Растёт в сырых ущельях, лесах; в горах встречается до среднего пояса. Цветки бледно-жёлтые. Входит в Список редких растений Грузии.                                |
| Белокопытник Дёрфлера                    | Petasites doerfleri Hayek (1917). Албания, территория бывшей Югославии. Вид назван в честь австрийского ботаника Игнаца Дёрфлера (1866—1950), исследователя флоры Балкан. |
| Белокопытник душистый                    | Petasites fragrans (Vill.) C.Presl (1826). Италия, Северная Африка. Цветки — с запахом ванили. |
| Белокопытник ледниковый                  | Petasites glacialis (Ledeb.) Polunin (1951). Сибирь, Дальний Восток, Аляска. Один из самых мелких видов белокопытника. Цветки жёлтые. |
| Белокопытник ложный                      | Petasites spurius (Retz.) Rchb. (1831). Европа. Цветки зеленовато- или желтовато-белые. Ширина прикорневых листьев — до 80 см. |
| Белокопытник Рехингера                   | Petasites × rechingeri Hayek (1904). Чехия, Словакия. Природный гибрид, названный в честь австрийского ботаника Карла Рехингера (1867—1952). |
| Белокопытник сахалинский                 | Petasites × sachalinensis J.Toman (1965) [= Petasites japonicus subsp. giganteus × Petasites tatewakianus]. Сахалин, Курильские острова. |
| Белокопытник сибирский                   | Petasites sibiricus (J.F.Gmel.) Dingwall (1975). Сибирь, Северная Монголия, Дальний Восток, Аляска. Цветки жёлтые. |
| Белокопытник скальный, или красноватый   | Petasites rubellus (J.F.Gmel.) J.Toman (1972). Сибирь, Дальний Восток, Северо-Восточный Китай, Северная Монголия. Ширина прикорневых листьев — до 6 см. |
| Белокопытник странный                    | Petasites paradoxus (Retz.) Baumg. (1817). Альпы, Пиренеи, Балканы; встречается до высоты 2700 м. |
| Белокопытник стреловидный                | Petasites × sagittatus (Banks ex Pursh) A.Gray (1876). Северная Америка. Ширина прикорневых листьев — до 30 см. |
| Белокопытник Татеваки                    | Petasites tatewakianus Kitam. (1940). Дальний Восток, Китай, Корея. Цветки светло-фиолетовые. Ширина прикорневых листьев — до 70 см, длина черешка — до одного метра. Вид назван в честь японского ботаника Мисао Татеваки (1899—1976).                                                         |
| Белокопытник Фомина                      | Petasites fominii Bordz. (1915). Эндемик Грузии. Растёт в альпийском поясе на осыпях, в расщелинах скал. Вид входит в Список редких растений Грузии. Назван в честь советского ботаника Александра Васильевича Фомина (1869—1935), исследователя флоры Кавказа.                                 |
| Белокопытник формозский, или тайваньский | Petasites formosanus Kitam. (1933). Эндемик Тайваня. Цветки белые. Растёт на высоте 1500—2500 м. |
| Белокопытник холодный                    | Petasites frigidus (L.) Fr. (1845). Европа, Сибирь, Дальний Восток, а также запад Северной Америки. Прикорневые листья — глубоко выемчато-зубчатые, шириной до 15 см. |
| Белокопытник Челаковского                | Petasites × celakovskyi Matousch. Польша, Словакия, Чехия. Природный гибрид, названный в честь известного чешского ботаника-морфолога конца XIX века Ладислава Йозефа Челаковского (1834—1902).                                                                                                 |
| Белокопытник японский                    | Petasites japonicus (Siebold & Zucc.) Maxim. (1866). Китай, Корея, Россия (Курильские острова, Сахалин), Япония. Ширина прикорневых листьев — до 150 см. Один из символов японской префектуры Акита. Употребляется в пищу.                                                                      |

Различные источники указывают различный объём рода. По информации базы данных The Plant List, род состоит из 17 видов:
- Petasites albus (L.) Gaertn.
- Petasites fominii Bordz.
- Petasites formosanus Kitam.
- Petasites fragrans (Vill.) C.Presl
- Petasites frigidus (L.) Fr.
- Petasites hybridus (L.) G.Gaertn., B.Mey. & Scherb.
- Petasites japonicus (Siebold & Zucc.) Maxim.
- Petasites kablikianus Tausch ex Bercht.
- Petasites paradoxus (Retz.) Baumg.
- Petasites pyrenaicus (L.) G.López
- Petasites radiatus (J.F.Gmel.) J.Toman
- Petasites rubellus (J.F.Gmel.) J.Toman
- Petasites saxatilis (Turcz.) Kom.
- Petasites spurius (Retz.) Rchb.
- Petasites tatewakianus Kitam.
- Petasites tricholobus Franch.
- Petasites versipilus Hand.-Mazz.

### Внутриродовая классификация
Несколько видов белокопытника были в 1825 году выделены Александром Кассини в самостоятельный род Нардосмия (Nardosmia Cass.).
В 1972 году была опубликована статья чешского ботаника Яна Томана (1933—1996), которая стала результатом его более чем десятилетнего изучения как гербарных образцов, так и живых растений родов Petasites и Nardosmia, выращиваемых в ботанических садах Чехословакии. В статье Томан провёл детальную критическую ревизию этих родов, при этом в целях классификации в дополнение к традиционным для этих растений характеристик Томан использовал результаты полового анализа цветков в соцветиях, а также признаки лопастей рыльца. Виды, которые ранее относили к роду Nardosmia, Томан включил в род Petasites в качестве подрода. Более поздние исследования подтвердили правильность такого взгляда.
Подрод Nardosmia
Petasites subgen. Nardosmia (Cass.) Peterm. (1848) — Нардосмия
Название подрода происходит от латинских слов nardus (название пахучего бальзама) и osme («запах»).
К подроду Petasites subgen. Nardosmia (Cass.) Peterm. (1848) относятся следующие виды:
- Petasites fragrans (Vill.) C.Presl (1826) — Белокопытник душистый [syn.  Nardosmia denticulata Cass. (1825) — Нардосмия зубчатая, или Нардосмия зубчатая (типовой вид подрода Nardosmia)]
- Petasites frigidus (L.) Fr. (1845) — Белокопытник холодный [syn.  Nardosmia frigida (L.) Hook. (1833) — Нардосмия холодная]
- Petasites glacialis (Ledeb.) Polunin (1951) — Белокопытник ледниковый [syn.  Nardosmia glacialis Ledeb. (1845) — Нардосмия ледниковая]
- Petasites radiatus (J.F.Gmel.) J.Toman (1972) — Белокопытник гладкий [syn.  Nardosmia laevigata (Willd.) DC. (1836) — Нардосмия Нардосмия гладкая, или Нардосмия сглаженная]
- Petasites rubellus (J.F.Gmel.) J.Toman (1972) — Белокопытник скальный, или Белокопытник красноватый [syn.  Nardosmia saxatilis Turcz. (1838) — Нардосмия скальная]
- Petasites sibiricus (J.F.Gmel.) Dingwall (1975) — Белокопытник сибирский [syn.  Nardosmia gmelinii Turcz. ex DC. (1838) — Нардосмия Гмелина]
- Petasites spurius (Retz.) Rchb. (1831) — Белокопытник ложный [syn.  Nardosmia spuria Less. (1834) — Нардосмия ложная]

Подрод Endocellion
Два вида из вышеприведённого списка иногда выделяют в особый подрод Petasites subgen. Endocellion (Turcz. ex Herd.) Kuprian. (1961) — Эндоцеллион:
- Petasites glacialis (Ledeb.) Polunin (1951) [syn.  Endocellion glaciale (Ledeb.) J.Toman (1972) — Эндоцеллион ледниковый]
- Petasites sibiricus (J.F.Gmel.) Dingwall (1975) [syn.  Endocellion boreale Turcz. ex Herd. (1865) — Эндоцеллион северный] [syn.  Nardosmia gmelinii Turcz. ex DC. (1838) — Нардосмия Гмелина (типовой вид подрода Endocellion[1])]

Российский ботаник Николай Турчанинов (1796—1863/1864) выделял вид Petasites sibiricus в отдельный род Endocellion Turcz. ex Herder; Ян Томан в своей работе 1972 года также считал род Endocellion самостоятельным. Другие авторы считают выделение таксона Endocellion как в ранге рода, так и в ранге подрода недостаточно обоснованным.
Подрод Petasites
Остальные виды относятся к номинативному подроду Petasites subgen. Petasites.
| |  |  |  |
| Слева направо: Белокопытник японский (Petasites japonicus), Белокопытник гибридный (Petasites hybridus), Белокопытник ложный (Petasites spurius), Белокопытник странный (Petasites paradoxus) |  |  |  |

## Белокопытник в художественной литературе
По осени, по осени
вся в крапинах — как в оспинах —
черна трава нордосмия,
плавучая трава,
и листья полукруглые
обуглены, обуглены,
ботва её мертва.
…
По осени, по осени
в душе — ни сна, ни просини,
предчувствие готового
тернового венца.
А по воде разбросана,
распластана, разостлана
плывёт трава нордосмия,
и нету ей конца...

Стихотворение
из романа Зои Журавлёвой
«Роман с героем —
конгруэнтно —
роман с собой»
В 9-й главе книги Дж. Р. Р. Толкина «Содружество кольца» (первой книги трилогии «Властелин колец») появляется персонаж Barliman Butterbur — краснолицый хозяин трактира «Гарцующий пони» в местечке Бри (в другом переводе — Пригорье, куда попадают хоббиты, направляющиеся в Ривенделл. Его фамилия, Butterbur (Белокопытник), имеет непосредственное отношение к одной из составляющих его ремесла: он «хранит сливочное масло» так, как его хранили когда-то в Англии, — в погребе, завернув в большой лист белокопытника. Имя этого трактирщика, Barliman (действительно существовавшее когда-то в Англии имя или прозвище), также имеет растительное происхождение (как и имена многих других жителей Бри): оно происходит от слов barley («ячмень») и man («человек») и связано с главным напитком заведения — пивом. Первоначальный смысл имени и фамилии этого персонажа не был сохранён ни в переводе М. Каменкович и В. Каррика (он в тексте назван Подсолнухом), ни в переводе В. С. Муравьёва и А. А. Кистяковского (здесь он назван Лавром Наркиссом).
Образ белокопытника активно используется в романе Зои Журавлёвой «Роман с героем — конгруэнтно — роман с собой», впервые опубликованном в 1988 году в журнале «Нева» (№ 2, 3, 4, 5). Главная героиня романа говорит о растении, называя его «нордосмия» (искажённое от «нардосмия», такое написание слова иногда встречается и в научно-популярной литературе): «нордосмия, водяной лопух, что полощется на длинной своей ноге сплошняком по Печоре, не просто увядает таким кричаще-кирпичным цветом, а поражена по осени ржавчиной, и это именно ржавчина так проступает с тыльной стороны листа…» Героиня пишет стихотворение о нордосмии («По осени, по осени // вся в крапинах — как в оспинах — // черна трава нордосмия…»), а затем в разговоре с дочерью снова возвращается к рассказу об этой траве в реке Печёре: «…лист огромный, почти треуголен, чем она старше — тем более этот лист округл и совсем уже похож на лопух, он дрожит в слабом течении, а стебель его бесконечен и гибок…» Она рассказывает про ржавчину, из-за которой растения вянут оранжево-кирпичным тоном, блистающим в сумерках, а также о том, что если река метров восемьдесят в ширину, то заросли нордосмии занимают иной раз метров шестьдесят… «Сейчас мы её изобразим», — говорит дочь и рисует «свою модель-нордосмию: поверх синей воды, чуть тронутой тусклой рябью», плавает запрокинутое лицо её матери «в форме большого растительного листа»…
Использование образа белокопытника встречается также в творчестве поэтессы Инны Лиснянской (1928—2014). В стихотворении «Была домоседом, стала безбытником…» из сборника «Сны старой Евы» (2006) белокопытник вместе с борщовником (борщевиком сибирским), крапивою и хвощом выступают в качестве символов «северного дома» лирического героя; им противопоставляются символы «южного дома» — смоква (инжир) и персик. В заключительной строфе эти символы смешиваются: «Беда, а не муза, моя собеседница, // Хотя и мучительница-привередница, // Но в своднице этой есть дикая тайная мощь, — // Смоква, белокопытник, персик и хвощ…»
В книге Владимира Арсеньева «Дерсу Узала» упоминается способ приготовления мяса козули (косули), когда охотник Дерсу заворачивает мясо в листья белокопытника (здесь автор называет его «подбел») и запекает в углублении под горящим костром: «Вечером Дерсу особым способом жарил козулятину: он выкопал в земле яму размером 1½ фута в кубе и в ней развёл большой огонь. Когда стенки ямы достаточно прогрелись, жар из ямы был вынут. После этого гольд взял кусок мяса, завернул его в листья подбела (Petasites palmata) и опустил в яму. Сверху он прикрыл её плоским камнем, на котором снова развёл большой огонь на полтора часа. Приготовленное таким образом мясо было удивительно вкусно. Ни в одном первоклассном ресторане не сумели бы так хорошо его зажарить: снаружи козулятина покрылась красновато-бурой пленкой, но внутри была удивительно сочная. С той поры при каждом удобном случае мы жарили мясо именно таким способом».